# Евгений Джугашвили
Евгений Яковлевич Дшугашвили (* 10 януари 1936 г. в Урюпинск; † 22 декември 2016 г. в Москва) е руски офицер от съветските военно-въздушни сили.

## Живот
Евгений Джугашвили е син на Яков Йосифович Джугашвили (1907 – 1943), най-големият син на Йосиф Сталин. Майка му е родената в Украйна балерина и танцьорка Юлия Мелцер (1911 – 1968). Той има сестра, Галина Джугашвили (1938 – 2007), която работи като преводач.
Евгений Джугашвили завършва обучението си във Военновъздушната академия в Монино, която получава името Военновъздушна академия „Юрий Гагарин“. От 1959 г. работи във Военната академия на инженерите на военновъздушните сили „Проф. Н. Й. Жуковски“ в Москва. От 1973 г. работи във Военно-политическата академия „Ленин“. От 1976 до 1991 г. служи във Военната академия на Генералния щаб на въоръжените сили на СССР и по този начин е полковник в съветските военновъздушни сили. Той се пенсионира през 1991 г. 
Евгений Джугашвили е женен и има двама сина.
На изборите за Държавна дума на Русия през 1999 г. той е един от представителите на Сталинския блок – „За СССР“, комунистическа партия, която получава 0,61% от гласовете.
В по-късните години Джугашвили се появява в интервюта като защитник на дядо си Йосиф Сталин и винаги оправдава едноличното му управление. Той заявява, че хаосът в Съветския съюз е можело да бъде избегнат, ако Сталин бил живял пет години повече, и подкрепя факта, че дядо му лично е подписал смъртните присъди срещу цивилни. През януари 2015 г. той прави много критични коментари за действащия президент Владимир Путин в интервю.
Евгений Джугашвили почива от остра сърдечна недостатъчност на 22 декември 2016 г. на 80-годишна възраст в дома си в Москва.